# Kunowo, Hạt Świdwin
Kunowo [kuˈnɔvɔ] (trước đây là Kuhnow của Đức) là một khu định cư ở khu hành chính của Gmina widwin, trong quận Świdwin, West Pomeranian Voivodeship, ở phía tây bắc Ba Lan. Nó nằm khoảng 6 kilômét (4 mi)   về phía tây bắc của Świdwin và 86 km (53 mi)     về phía đông bắc của thủ đô khu vực Szczecin.
Trước năm 1945, khu vực này là một phần của Đức. Đối với lịch sử của khu vực, xem Lịch sử của Pomerania.